# Lispe flavicincta
Lispe flavicincta är en tvåvingeart som beskrevs av Friedrich Hermann Loew 1847. Lispe flavicincta ingår i släktet Lispe och familjen husflugor. Inga underarter finns listade i Catalogue of Life.